# Архимандрит Нектарије (Ђурић)
Архимандрит Нектарије (световно Марко Ђурић) je Архимандрит Српске православне цркве у Патријаршијском двору, главни секретар Светог Архијерејског Синода Српске Православне Цркве и старешина Цркве Светог Марка у Београду.
Рођен је 02. јуна 1985. год. у Чачку. Завршио је Гимназију у Чачку и Богословски факултет Универзитета у Београду. Монашки чин примио на Бадњи дан 2016. године у Манастиру Житомислић руком епископа захумско-херцеговачког господина Григорија. У чин јерођакона рукоположен 6. јануара 2016. године у манастиру Житомислић руком епископа захумско-херцеговачког господина Григорија. У чин јеромонаха рукоположен 13. јануара 2019. године у Нишу руком епископа нишког Арсенија. Од 01. новембра 2021. године обавља дужност главног секретара Светог Синода СПЦ, а од 15. септембра 2022. године обавља дужност и старешине храма светог Апостола и Јеванђелисте Марка.